# هوروینن
هوروینن (به هلندی: Hurwenen) یک منطقهٔ مسکونی در هلند است که در ماس‌دریل واقع شده‌است. هوروینن ۸۴۲ نفر جمعیت دارد.